# Fallen Angels (album de Bob Dylan)
Pour les articles homonymes, voir Fallen Angel.
Albums de Bob Dylan
The Bootleg Series Vol. 12: The Cutting Edge 1965–1966
(2015) The 1966 Live Recordings
(2016)
Fallen Angels est le trente-septième album studio de Bob Dylan. Paru en mai 2016, il s'agit, comme Shadows in the Night, d'un album de reprises de succès des années 1940 et 1950 popularisés par Frank Sinatra.

## Titres
| 1.    | Young at Heart                       | Johnny Richards, Carolyn Leigh      | 2:59 |
| 2.    | Maybe You'll Be There (en)           | Rube Bloom, Sammy Gallop (en)       | 2:56 |
| 3.    | Polka Dots and Moonbeams (en)        | Jimmy Van Heusen, Johnny Burke      | 3:20 |
| 4.    | All the Way (en)                     | Jimmy Van Heusen, Sammy Cahn        | 4:01 |
| 5.    | Skylark                              | Hoagy Carmichael, Johnny Mercer     | 2:56 |
| 6.    | Nevertheless                         | Harry Ruby, Bert Kalmar             | 3:27 |
| 7.    | All or Nothing at All                | Arthur Altman (en), Jack Lawrence   | 3:04 |
| 8.    | On a Little Street in Singapore (en) | Peter DeRose, Billy Hill (en)       | 2:15 |
| 9.    | It Had to Be You                     | Isham Jones, Gus Kahn               | 3:39 |
| 10.   | Melancholy Mood                      | Walter Schumann, Vick R. Knight Sr. | 2:53 |
| 11.   | That Old Black Magic (en)            | Harold Arlen, Johnny Mercer         | 3:04 |
| 12.   | Come Rain or Come Shine              | Harold Arlen, Johnny Mercer         | 2:37 |
| 37:50 |                                      |                                     |      |